# Giancarlo Bigazzi
Giancarlo Bigazzi (né à Florence le 5 septembre 1940 et mort le 19 janvier 2012 à Viareggio) est un producteur de musique, parolier et compositeur italien.

## Biographie
Giancarlo Bigazzi est surtout connu comme producteur ayant lancé des chanteurs italiens comme Umberto Tozzi (Donna amante mia, Io camminerò, Ti amo, Tu, Gloria, Stella stai, Notte rosa, Eva, Si può dare di più), Raf (Self control) et Marco Masini, Povia.